# 京都神探
《京都神探》，又名《妙探叮叮当》，是1997年中国国际电视总公司制作的古装电视剧。孙松、吴孟达、蒋勤勤、徐锦江、普超英、李诚主演。

## 演员表
- 孙松    饰　何笑天
- 吴孟达　饰　张迷糊
- 蒋勤勤　饰　祁梦姑
- 霍思燕　饰　平儿
- 徐锦江　饰　祁大人
- 普超英　饰　曾三娘
- 李诚　  饰　小墩子
- 马崇乐　饰　连升
- 翁虹　饰　田氏
- 陈强　饰　何笑天父
- 牛振华　饰　普二
- 盖丽丽 饰 春阿氏
- 方舒　饰　秋月
- 戴娆　饰　雅娴
- 廖学秋　饰　范氏
- 杜鹏　饰　福钰
- 莫歧　饰　贾老板
- 连联　饰　田六、田七
- 李楠　饰　王小
- 方征　饰　独角虎